# Pont transbordeur de Marseille
Le pont transbordeur de Marseille, inauguré en 1905 et détruit en 1944, est un ouvrage de franchissement du Vieux-Port de Marseille construit par l’architecte Ferdinand Arnodin.

## Historique
En France, on attribue l'invention du pont transbordeur (ou pont à transbordeur) à Ferdinand Arnodin. Ce système de pont a pour intérêt de ne pas perturber le trafic maritime. Il consiste à faire passer d'une rive à l'autre une nacelle suspendue à l'armature métallique du pont.
Ferdinand Arnodin, conscient des difficultés de circulation sur les quais du Vieux-Port à la fin du XIXe siècle, propose un projet de pont transbordeur en juin 1899 au ministère des Travaux publics. Le pont est déclaré d'utilité publique le 8 mars 1902. Une concession de 75 ans est accordée au constructeur en contrepartie de la prise en charge des frais de construction. 

### Description

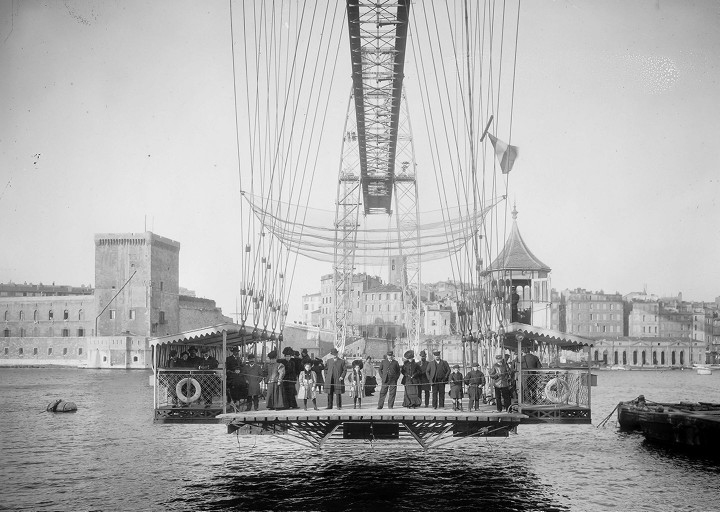
Nacelle du pont transbordeur.

Le transbordeur de Marseille était du type « à contrepoids et articulations ». Il fut construit en dix-neuf mois pour relier les quais du Port et de Rive Neuve. Il fut inauguré le 15 décembre 1905.
Le transbordeur est composé de deux pylônes de 86,60 mètres de haut et de 240 tonnes chacun. À 52 mètres au-dessus de la mer, le tablier de 239 mètres relie les deux pylônes. Une nacelle de 120 m2 et de 20 tonnes fait la navette entre les rives en 1 minute 30 secondes. 

### Fonctionnement
Le tablier du pont est accessible aux piétons via des escaliers situés à l'intérieur de chaque pylône, ainsi qu'un ascenseur installé dans le pylône nord en 1907. Le tablier donne accès à un autre escalier menant à une plateforme d'observation, à 74 mètres de hauteur.
Sur le côté nord du tablier se trouvait un buffet-restaurant de poissons où bouillabaisse et langoustes étaient au menu. Dans les années 1930, il ne servait plus que de décor, faute de moyens pour assurer son entretien.

### Destruction
Le 22 août 1944, l'armée allemande fait sauter le pont pour obstruer le port lors de la bataille de Marseille, mais seul le pylône nord s'abat dans les eaux.
Le reste s'écroule le 1er septembre 1945, à la suite de la mise à feu de 400 kg d'explosifs.

## Dans la mémoire collective
Dans l'esprit des Marseillais de l'époque, le pont transbordeur était la Tour Eiffel de Marseille. D'autres le considéraient comme un gâchis, et on vit certains peintres omettre de représenter cet "amas de ferraille" sur une peinture illustrant le Vieux-Port. Hormis  Albert Marquet et Oskar Kokoschka, rares furent ceux qui surent l’intégrer à leur œuvre. 

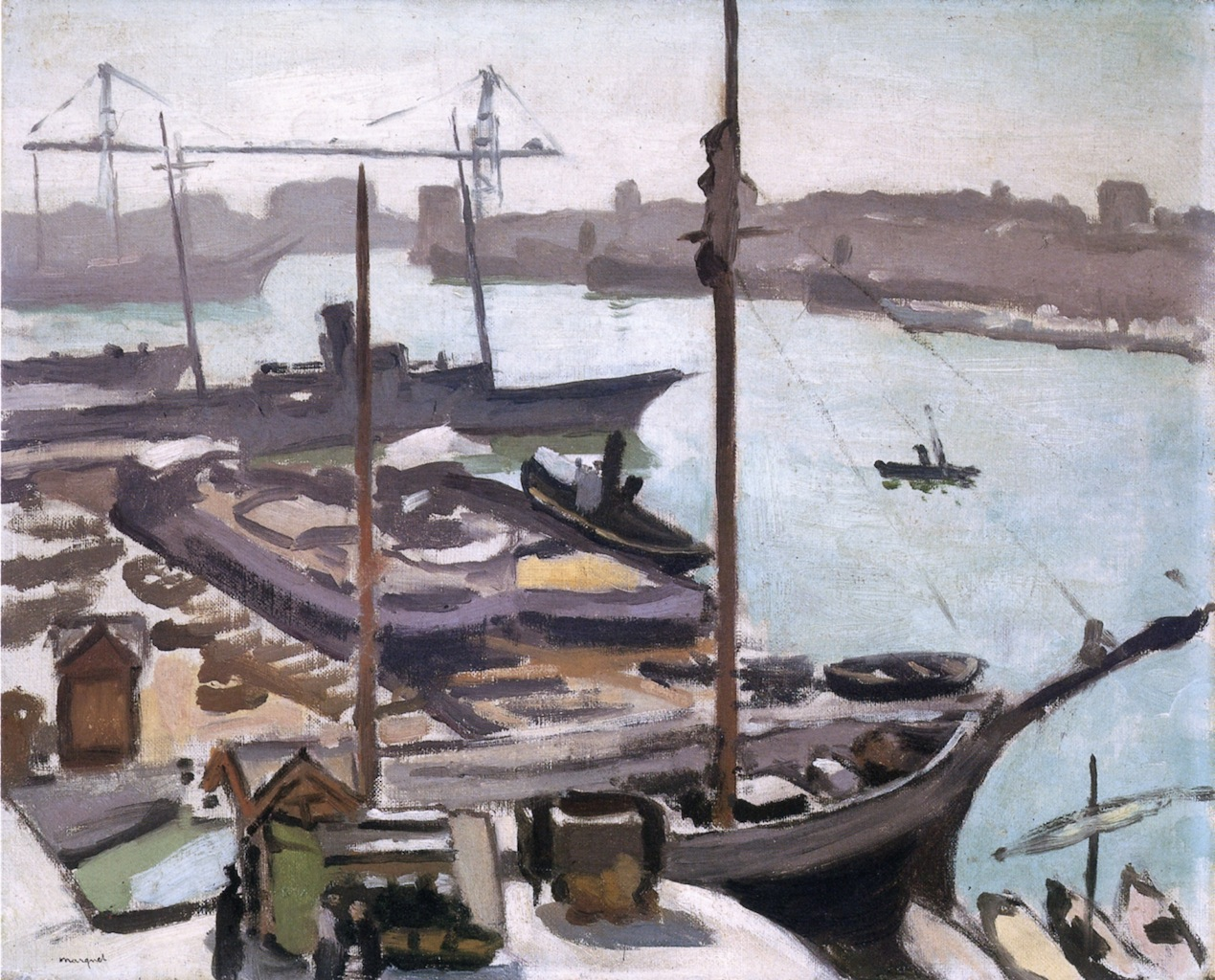
Marseille, Le port et le pont transbordeur, Albert Marquet (1916).

Mais il subsiste dans la mémoire collective et sa renaissance est évoquée régulièrement. En l'an 2000, une reconstitution avec deux immenses grues posées à l'entrée du Vieux Port donne lieu à des festivités mémorables.

## Projets de reconstruction
À partir de l'année 2008, l'architecte nantais Paul Poirier propose de moderniser le concept de pont à transbordeur. En 2010, il crée la Nantaise des Ponts et Pylônes international (NPPi) avec les ingénieurs Xavier de Champs et Timothée Paulin.
Michel Virlogeux, ingénieur concepteur de plus de cent ponts (pont de Normandie, viaduc de Millau, pont Chaban-Delmas, etc.), amende techniquement le projet de Paul Poirier en 2012 et le nouveau projet est présenté au Théâtre de la Criée sur le Vieux Port le 7 mai 2013.
En novembre 2013, Jean-Claude Gaudin, sénateur-maire de Marseille, propose de reconstruire un nouveau pont transbordeur sur le Vieux-Port et une pré-étude est votée pour étudier le nouveau franchissement au conseil municipal du 9 décembre 2013.

## Le pont transbordeur icône de l'avant-garde photographique des années 1920

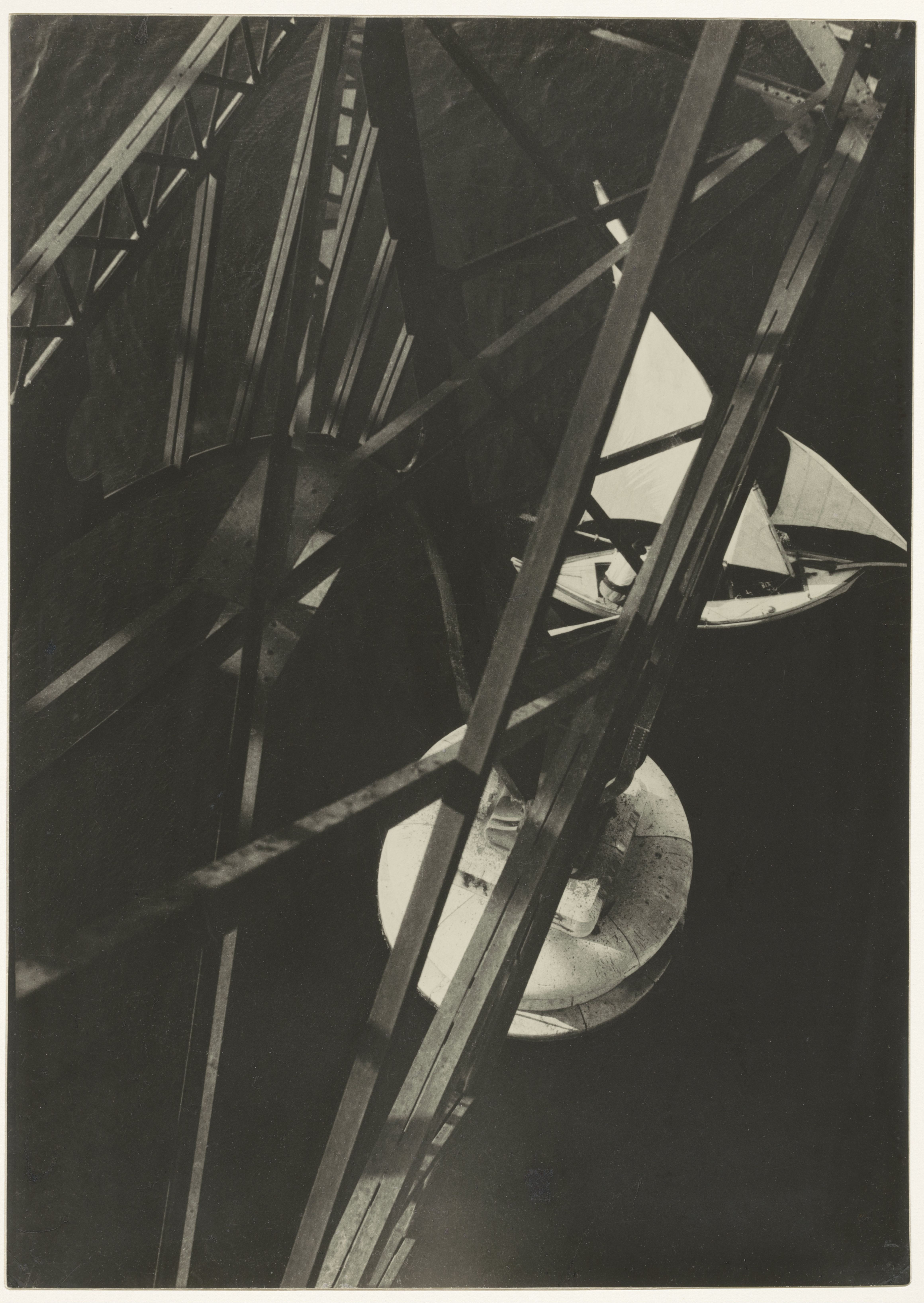
Vue depuis le pont transbordeur, photographie de László Moholy-Nagy.

À la fin des années 1920 les photographes du Bauhaus vont se passionner pour le pont transbordeur marseillais sous l’influence de l’historien de l'architecture Sigfried Giedion, et expérimenter autour du Vieux-Port la grammaire visuelle de la Nouvelle Vision. Giedion érige cette « architecture-machine » en emblème de la modernité au même titre que la tour Eiffel. En 1927 il publie dans la revue Der Cicerone un article sur la situation de l’architecture en France illustré par ses photographies du pont transbordeur, et c'est aussi une photographie du pont qui fait en 1928 la couverture de son ouvrage Construire en France, en fer, en béton. À sa suite des membres du Bauhaus vont faire le voyage de Marseille. En 1929 Herbert Bayer expose ses photographies du pont à Stuttgart lors de Film und Foto (FiFo), importante manifestation de l’avant-garde photographique dont László Moholy-Nagy est l’un des organisateurs. Moholy-Nagy qui s’enthousiasme pour ce « véritable miracle de technique‚ d’une précision et d’une finesse exceptionnelles », va à son tour photographier et filmer le pont et les quartiers du Vieux-port. Suivront d’autres membres du Bauhaus : Florence Henri‚ Tim Gidal, Roger Parry. De son côté Germaine Krull, qui a découvert dès 1925 dans les ports d’Amsterdam et Rotterdam l’esthétique radicale de l’architecture métallique, réalise des images du pont transbordeur marseillais dès 1926 et les inclut dans son portfolio Métal, dont la parution en 1928 marque l’histoire de la photographie. Le pont est également présent dans son livre photographique Marseille publié en 1935 et qui rassemble des photographies réalisées lors de divers reportages, notamment pour le magazine VU,.